# Levins Mühle (Film)
Levins Mühle ist ein deutsches Filmdrama von Horst Seemann aus dem Jahr 1980. Es ist eine Literaturverfilmung des 1964 erschienenen Romans Levins Mühle: 34 Sätze über meinen Großvater von Johannes Bobrowski.

## Handlung
Im Dorf Neumühl am Unterlauf der Weichsel in Westpreußen leben in den 1870er-Jahren vorwiegend Deutsche, jedoch auch Polen, Zigeuner und Juden, wie der Jude Leo Levin. Der reichste Mann im Dorf und Dorfältester ist der nationalistisch eingestellte Deutsche Johann, der eine Lohnmühle betreibt. Levin hingegen betreibt eine Verkaufsmühle (Handelsmühle), kauft Getreide von den Bauern an, verarbeitet es zu Mehl und verkauft dieses wieder. Da die Bauern zunehmend Geldsorgen haben, verkaufen sie ihr Getreide mit der Zeit häufiger an Levin als an Johann, der Getreide gegen Lohn von polnischen Arbeitern mahlen lässt. Johann hat oberhalb von Levins Mühle ein Stauwehr angelegt. Eines Morgens bricht er unbeobachtet die Schleusen des Wehrs auf und die Flutwelle zerstört Levins Mühle, der mit seiner Verlobten Marie gerade so mit dem Leben davonkommt. Da Johann in der Vergangenheit immer damit gedroht hat, dass Levin etwas erleben wird, verklagt Levin Johann beim Gericht in Briesen.
Johann ist über die Klage empört und beginnt, seinen Einfluss spielen zu lassen. Bei der Taufe des Kindes seines Bruders Gustav paktiert Johann mit dem evangelischen Pfarrer Glinski, der Kontakt zum für den Fall beauftragten Richter aufnimmt und auf die deutsche Gesinnung von Johann verweist. Eines Tages erscheint der Zirkus Scarletto im Dorf, der während der Aufführung auch ein Lied singt, das die Ereignisse um Johann und Levin zu thematisieren scheint. Ins Lied stimmen die anwesenden Juden, Polen, aber auch Josepha, die Frau des baptistischen Predigers Feller, ein. Johann verlässt aufgebracht die Vorstellung. Am nächsten Tag entlässt er seine Arbeiter, die sich am Lied beteiligt haben. Da Levin nach dem Verlust seiner Mühle beim zukünftigen Schwiegervater Habedank untergekommen ist, will Johann nun Habedank loswerden. Über seine Kontakte hat er eine Verschiebung der Gerichtsverhandlung erwirken können, die Levin nicht mitgeteilt wird. Dieser gelangt unter großen Schwierigkeiten nach Briesen, nur um unverrichteter Dinge wieder umkehren zu müssen. In der Zwischenzeit steckt Johann Habedanks Haus in Brand und Josepha steht kurze Zeit später verzweifelt vor Habedanks brennendem Haus. Sie wirft ihrem Mann vor, bei dem Unrecht mitzumachen, doch wiegelt er ab. Habedank wiederum wird bei seiner Rückkehr kurzzeitig wegen Brandstiftung festgenommen.
Die Gerichtsverhandlung in Briesen beginnt und Johann ist siegessicher. Der Richter ist deutsch-national gesinnt und lehnt zahlreiche Aussagen der Anklage ab. Johann behauptet, das Wehr sei kaputtgegangen. Es gibt keine Zeugen für seine Tat, auch wenn jeder weiß, dass Johann es war. Josepha ist über das Unrecht, das geschieht, empört, und meint, dass Johann doch der Täter war. Als der lacht, flieht sie aus dem Gerichtssaal und ertränkt sich wenig später. Levin wiederum erhält vor Gericht kein Recht und muss die Kosten des Verfahrens tragen. In Neumühl regt sich Widerstand gegen Johann und die Baptistengemeinde, der er angehört. Als die Baptisten wie immer im Dorfkrug ihr Sommerfest feiern wollen, sind bereits Polen, Zigeuner und Juden da. Nach einer Prügelei werden die Baptisten, darunter auch Johann, aus dem Dorfkrug geworfen. Obere Stellen reagieren und schicken die Gendarmerie nach Neumühl, um die Ruhe wiederherzustellen. Die Männer werden von Oberwachtmeister Plontke angeführt, der sich von Johanns nationaler Gesinnung nicht einschüchtern lässt und wenig später an seine Vorgesetzten meldet, dass Johann es ist, der im Dorf für Unruhe sorgt. Johann will sich zunächst in Briesen beschweren, entscheidet sich dann jedoch dafür, Neumühl ganz zu verlassen und nach Briesen zu ziehen. Seine Mühle verkauft er.
Im Jahr 1895 lebt er als Rentier mit seiner Frau in Briesen und begeistert sich für die antijüdischen Artikel von Otto Glagau in der Gartenlaube. Dies empört den Maler Philippi, der bis dahin regelmäßig mit Johann Bier getrunken hat. Er macht Johann öffentlich zum Gespött und will ihm sein falsches Verhalten klarmachen. Als Johann ihn auffordert, ihn in Ruhe zu lassen, ruft Philippi ihm energisch „Nein!“ entgegen.

## Produktion
Bobrowskis Roman Levins Mühle: 34 Sätze über meinen Großvater galt als unverfilmbar. Horst Seemann, der bis dahin bereits Literaturverfilmungen wie Schüsse unterm Galgen (nach R. L. Stevenson) realisiert hatte, war nicht nur als Regisseur des Films tätig, sondern schrieb auch das Szenario. Dabei hielt er sich eng an die Literaturvorlage und übernahm Dialoge teilweise im Original. Er steuerte zudem die Filmmusik bei und schrieb auch das im Film leitmotivisch genutzte Lied über das große Wasser. Zudem war er als Swist Powist in einer kleinen Nebenrolle als Darsteller zu sehen.
Gedreht wurde der Film ab 1979. Die Kostüme schuf Inge Kistner, die Filmbauten stammen von Georg Wratsch. Die Uraufführung von Levins Mühle fand am 13. November 1980 im Berliner Kino International statt. Kinostart in der DDR war am folgenden Tag. Der Film wurde am 30. September 1982 auf S 3 erstmals im bundesdeutschen Fernsehen gezeigt und lief am 1. April 1983 auf DDR 1 erstmals im Fernsehen der DDR. Im Rahmen der DDR-Filmwoche in London war der Film im April 1982 mit fünf weiteren DEFA-Filmen auch in England zu sehen. Neben der knapp zweistündigen Kinofassung wurde auch eine 173-minütige Fernsehfassung produziert, die 1983 in zwei Teilen im Fernsehen der DDR lief. Im Oktober 2006 wurde die Kinofassung von Icestorm auf DVD veröffentlicht.

## Kritiken
Renate Holland-Moritz sah die Kenntnis des Romans für das Verständnis des Films als unabdingbar an und bezweifelte, dass der Film „selbst für anspruchsvolle Zuschauer ohne weiteres rezipierbar […]“ sei. Bei Kenntnis des Buches sei Levins Mühle jedoch „ein ästhetisches Vergnügen ungewöhnlicher Art“, so seien die „Arrangements und Bildkompositionen […] einfach hinreißend […] Ich kann mich nicht erinnern, je so faszinierend lebende Illustrationen zu einem wunderbaren Buch gesehen zu haben.“ Heinz Kersten befand, dass Seemann „ein poetisches Genrebild einer versunkenen Welt des Ostens entstehen lassen“ habe. Klaus Wischnewski hingegen schrieb, dass der Film zu einer „vitalen optisch-mukikalischen [!], wenn auch teilweise verwirrend überladenen Adaption“ geraten sei.
Der film-dienst bezeichnete Levins Mühle als „ätzende Attacke auf religiöse Scheinheiligkeit und deutschnationale Gefühle“. Zwar sei die Verfilmung im Vergleich zur literarischen Vorlage nur bedingt gelungen, doch seien vor allem „die Umsetzung der bildhaften Romanelemente, der Atmosphäre und des Lebensgefühls der Personen“ bemerkenswert und die Schauspielerleistungen exzellent. Auch Günter Agde hob die darstellerischen Leistungen hervor. Er nannte Levins Mühle im Filmspiegel zudem einen „wichtige[n] Film über ein wichtiges Thema. Möge es nicht der letzte Beitrag unserer Kunst dazu sein.“

## Auszeichnungen
Levins Mühle erhielt das Staatliche Prädikat „wertvoll“. Auf dem 2. Nationalen Spielfilmfestival der DDR von 1982 wurde Käthe Reichel als beste Nebendarstellerin ausgezeichnet. Horst Seemann erhielt den Spezialpreis für sein Engagement gegen Intoleranz und Chauvinismus.